# Miss Global
Miss Global es un concurso de belleza internacional establecido en 2013. Es uno de los  concursos internacionales que acepta madres solteras, por lo que es el único concurso con mayor rango de edad de 18 a 35 años después de Miss Universo.
La actual Miss Global es Nguyễn Đình Như Vân de Vietnam. Fue coronada por Ashley Meléndez de Puerto Rico el 9 de marzo de 2025.

## Historia
La primera edición de Miss Global se llevó a cabo el 3 de agosto de 2013 en el Redondo Beach Performing Arts Center en Redondo Beach, California (Estados Unidos).

## Ganadoras
| Año  | Miss Global                                                                     | 1.ª finalista                                                                   | 2.ª finalista                                                                   | 3.ª finalista                                                                   | 4.ª finalista                                                                   | Ref.                                                                            |
| ---- | ------------------------------------------------------------------------------- | ------------------------------------------------------------------------------- | ------------------------------------------------------------------------------- | ------------------------------------------------------------------------------- | ------------------------------------------------------------------------------- | ------------------------------------------------------------------------------- |
| 2025 | Vietnam Nguyễn Đình Như Vân                                                     | Jamaica Keri-Ann Greenwood                                                      | Puerto Rico Ediris Rivera                                                       | Estados Unidos Lindsay Becker                                                   | Filipinas Xena Ramos                                                            | [ 3 ]                                                                           |
| 2024 | No se realizó una edición para 2024                                             | No se realizó una edición para 2024                                             | No se realizó una edición para 2024                                             | No se realizó una edición para 2024                                             | No se realizó una edición para 2024                                             | No se realizó una edición para 2024                                             |
| 2023 | Puerto Rico Ashley Meléndez                                                     | Samoa Haylani Pearl Kuruppu                                                     | Tailandia Chonnikarn Supittayaporn                                              | Filipinas Louise Katrina Pearl Hung                                             | Vietnam Đoàn Thu Thủy                                                           | [ 4 ] [ 5 ] [ 6 ] [ 7 ] [ 1 ] [ 8 ] [ 9 ]                                       |
| 2022 | Filipinas Shane Tormes                                                          | Malasia Sandra Lim                                                              | Australia Brooke Rankin                                                         | Lituania · Sandra Boris                                                         | Brasil · Natalia Gurgel                                                         | [ 11 ]                                                                          |
| 2021 | Emiratos Árabes Unidos · Jessica Da Silva                                       | Malasia Sandra Lim                                                              | Australia Brooke Rankin                                                         | Lituania · Sandra Boris                                                         | Brasil · Natalia Gurgel                                                         | [ 12 ]                                                                          |
| 2020 | Debido al impacto de la pandemia de COVID-19, no se realizó el concurso en 2020 | Debido al impacto de la pandemia de COVID-19, no se realizó el concurso en 2020 | Debido al impacto de la pandemia de COVID-19, no se realizó el concurso en 2020 | Debido al impacto de la pandemia de COVID-19, no se realizó el concurso en 2020 | Debido al impacto de la pandemia de COVID-19, no se realizó el concurso en 2020 | Debido al impacto de la pandemia de COVID-19, no se realizó el concurso en 2020 |
| 2019 | República Checa · Karolína Kokešová                                             | Perú · Hany Portocarrero Novoa                                                  | Brasil · Adrielle de Castro                                                     | Filipinas Riza Santos                                                           | Australia Mikaela-Rose Fowler                                                   | [ 13 ]                                                                          |
| 2018 | Hong Kong Sophia Ng                                                             | Canadá · Amber Bernachi                                                         | Uzbekistán Tamila Khodjaeva                                                     | Haití Seydina Allen                                                             | Estados Unidos Pamela Lee                                                       | [ 14 ]                                                                          |
| 2017 | Brasil · Bárbara Vitorelli                                                      | Bahamas Tenielle Adderley                                                       | Alemania · Selina Kriechbaum                                                    | Somalilandia Ayan Said                                                          | China Lily Wu                                                                   | [ 15 ]                                                                          |
| 2016 | Ecuador · Ángela Bonilla                                                        | Filipinas Camille Jensen                                                        | Australia Caitlyn Henry                                                         | República Checa · Nikola Bechyňová                                              | Noruega · Britt Rekkedal                                                        | [ 16 ]                                                                          |
| 2015 | Australia Jessica Peart                                                         | Camboya Virginia Prak                                                           | Irlanda Lorna Murphy                                                            | Bulgaria Gergana Doncheva                                                       | Filipinas Candice Ramos                                                         | [ 17 ]                                                                          |
| 2014 | Canadá · Rasela Mino                                                            | Australia Elise Duncan                                                          | Filipinas Catherine Almirante                                                   | Kazajistán · Aizhan Lighg                                                       | Sri Lanka Benazir Thaha                                                         | [ 18 ]                                                                          |
| 2013 | Canadá · Emily Kiss                                                             | Armenia Emilia Ares Zoryan                                                      | Inglaterra Joanna Hill                                                          | India Apneet Mann                                                               | Gabón Reine Abahala                                                             |                                                                                 |

### País/Territorio por número de victorias
| País/Territorio        | Títulos | Año(s)     |
| ---------------------- | ------- | ---------- |
| Canadá                 | 2       | 2013, 2014 |
| Vietnam                | 1       | 2025       |
| Puerto Rico            | 1       | 2023       |
| Filipinas              | 1       | 2022       |
| Emiratos Árabes Unidos | 1       | 2021       |
| República Checa        | 1       | 2019       |
| Hong Kong              | 1       | 2018       |
| Brasil                 | 1       | 2017       |
| Ecuador                | 1       | 2016       |
| Australia              | 1       | 2015       |

## Galería de ganadoras

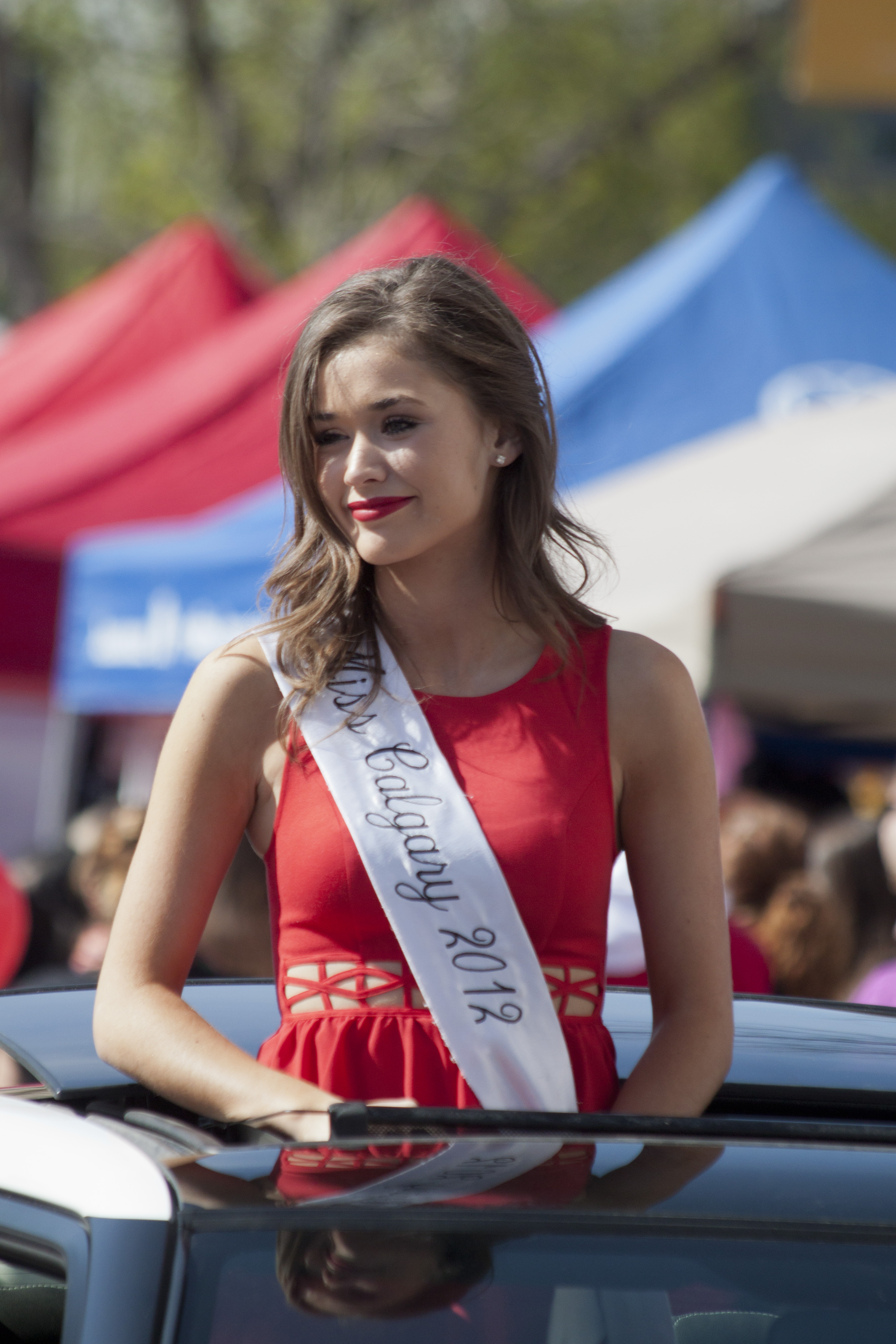
Miss Global 2014 Rasela Mino de Canadá
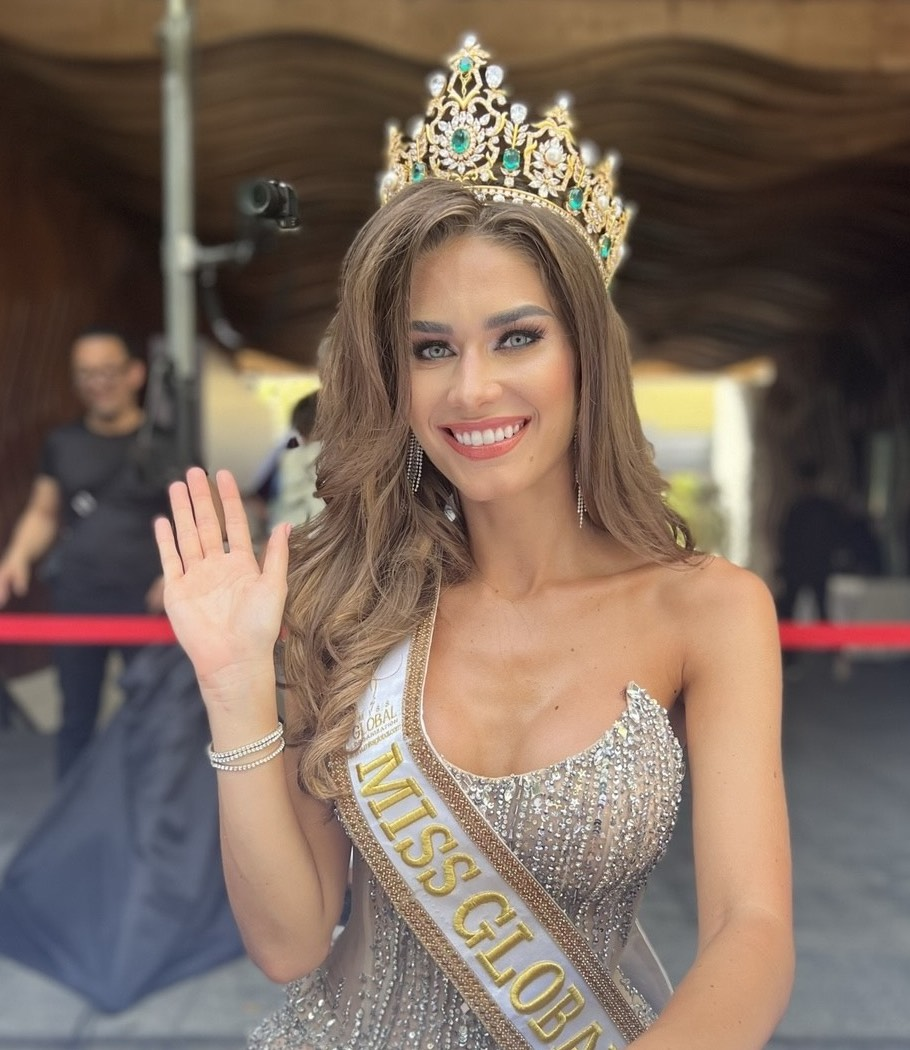
Miss Global 2019 Karolína Kokešová de República Checa

## Controversia
En enero de 2020, los organizadores de Miss Global violaron las reglas del concurso y, como resultado, todos los miembros del jurado abandonaron el evento y el público abucheó el evento. Miss Global 2019 técnicamente terminó después de la competencia de ropa deportiva, luego de que se anunciaran el Top 11. A continuación, el presidente del Miss Global, Van Pham, anunció la ganadora por decisión única, sin la presencia del jurado. Esa misma noche, el personal de Miss Global aconsejó a las candidatas que abandonaran el hotel inmediatamente y se dirigieran al aeropuerto porque «ya no era seguro». El primer miembro del personal de Miss Global en reaccionar ante la violación del programa fue Geri Doncheva, quien renunció en protesta por la violación de principios, pero el presidente del concurso, Van Pham, aseguró a las modelos que la retirada no tenía nada que ver con el concurso.